# Emil Albrecht von Várkony
Emil Albrecht von Várkony, avstrijski general, * 8. oktober 1848, † 11. julij 1923.

## Življenjepis
Potem ko je bil leta 1906 upokojen, je bil 25. februarja 1908 povišan v naslovnega generalmajorja.

## Pregled vojaške kariere
Napredovanja
- naslovni generalmajor: 25. februar 1908